# Föreningen för Grafisk Konst
Föreningen för Grafisk Konst grundades 1887 av konstnärer, samlare och andra konstvänner samt museitjänstemän på Nationalmuseum, där föreningen fortfarande har sitt säte och sitt arkiv.
Föreningens främsta syfte är att stödja och främja grafiken som konstnärligt uttrycksmedel och att sprida kunskap om grafik. Föreningen stödjer utgivningen av böcker och avhandlingar om grafik, delar ut stipendier till grafiker och grafikskribenter, ger projektbidrag till bland annat utställningar och seminarier. Den har till exempel skänkt ny koppartrycksutrustning till Grafikens Hus i Mariefred, där även föreningens årliga medlemsdagar brukar anordnas.
Anders Zorn och Carl Larsson var bland de första som stödde föreningen, och de bidrog med flera blad till föreningens grafikportföljer. Emil Johansson-Thor blev sekreterare i Föreningen för Grafisk Konst 1923. Axel Fridell är den konstnär som fått flest grafiska blad (26 st.) utgivna i Föreningen för Grafisk Konsts årliga grafikportföljer, mellan åren 1915 och 1962. Andra tidiga medverkande konstnärer har varit Stig Borglind, Bertil Bull Hedlund, Annie Bergman, Torsten Billman, Sven Ljungberg, Nils G. Stenqvist, Alf Olsson, Cecilia Frisendahl, Birger Lundquist, Philip von Schantz och Roland Svensson. På senare år har blad utförts av Lena Cronqvist, Pär Gunnar Thelander, Ulla Fries, K.G. Nilson, Peter Dahl, Lina Nordenström, Pentti Kaskipuro, Minako Masui, Mikael Kihlman, Ulf Trotzig, Jukka Vänttinen, Olle Bonniér, Helena Bergenrud, Rune Claeson, Lisa Andrén med flera. 
Styrelsens ordförande 2022 är Björn Krestesen.